# Turecki Czerwony Półksiężyc

Flaga Czerwonego Półksiężyca

Kızılay lub Turecki Czerwony Półksiężyc (pełna turecka nazwa: Türkiye Kızılay Derneği) – największa humanitarna organizacja działająca w Turcji jako część Międzynarodowego Ruchu Czerwonego Krzyża i Czerwonego Półksiężyca.
Organizacja ta została założona w Imperium Osmańskim 11 czerwca 1868 i nazwana Al-Hilal al-Ahmar (arab. czerwony półksiężyc). Nazwa organizacji została zmieniona w 1923 po proklamowaniu Republiki Tureckiej (Türkiye Hilaliahmer Cemiyeti – Hilaliahmer – starotureckie słowo oznaczające "czerwony półksiężyc", Cemiyeti – "towarzystwo"), w 1935 nazwę na Türkiye Kızılay Cemiyeti zmienił Mustafa Kemal Atatürk (Kızılay – "czerwony półksiężyc"), zaś aktualna oficjalna nazwa organizacji (Türkiye Kızılay Derneği – Derneği – "stowarzyszenie") została ustanowiona w 1947.